# Szeretfalva
Szeretfalva (románul Sărățel, németül Reussen) falu Romániában, Erdélyben, Beszterce-Naszód megyében.

## Fekvése
Besztercétől 15 km-re délnyugatra, a Sajó bal partján fekszik.

## Nevének eredete
Első említése Zereth alakban egy 1235 és 1270 között keletkezett oklevél 1355-ös másolatában maradt fenn. Ez talán személynévi eredetű. A Szeretfalva névalak először 1700-ból datálható. Román neve a szomszédos Sófalva nevének (Sărata, 'sós') kicsinyített alakja.

## Története
A tatárjárás után keleti szlávokkal települt be, erre utal német neve. A felette emelkedő Szeret-hegy tájformáló jelleggel bírt, a besztercei Havasalját választotta el a mezőségi királyi esperességtől. A falu 1424-ig a kentelkei uradalom része volt.
Doboka, 1876-tól Beszterce-Naszód vármegyéhez tartozott.
1849 februárjában az Urbannal vívott ütközetben esett el Riczkó Ignác besztercei főparancsnok.
1942-ben a Székelyföld anyaországgal való összekötése céljából épült meg a Szeretfalva–Déda-vasútvonal.
2009-ben szentelték fel az 1944 augusztusában és szeptemberében a falunál elesett magyar honvédek temetőjét.

## Lakossága
1850-ben 277 lakosából 253 volt román nemzetiségű, 258 görögkatolikus vallású.

1900-ban 357 lakosából 292 volt román és 60 német (jiddis) anyanyelvű, 289 görögkatolikus és 61 zsidó vallású.

2002-ben 495 lakosából 416 volt román és 79 cigány nemzetiségű, 469 ortodox vallású.

## Látnivalók
- A falutól keletre emelkedő magaslaton bronzkori eredetű, de még a középkorban is használt földvár sáncai láthatók.